# Basilique Notre-Dame de Gray
La basilique Notre-Dame de Gray est l'église paroissiale de la ville de Gray, en Franche-Comté. Rattachée au diocèse de Besançon, elle fait partie de la paroisse Notre-Dame de Gray. Elle est édifiée aux XVe siècle et XVIe siècle, dans un style hybride gothique-Renaissance, à l'emplacement d'une première église Notre-Dame détruite en 1477 pendant la Guerre de Succession de Bourgogne. Elle abrite depuis 1641 le cœur de saint Pierre Fourier et depuis 1802 la statue miraculeuse de Notre-Dame de Gray. La possession de ces deux reliques lui vaut l'élévation au titre de basilique mineure le 16 juillet 1948 par le pape Pie XII.
Elle fait l'objet d'un classement au titre des monuments historiques depuis le 18 avril 1988.

## Historique

### Construction

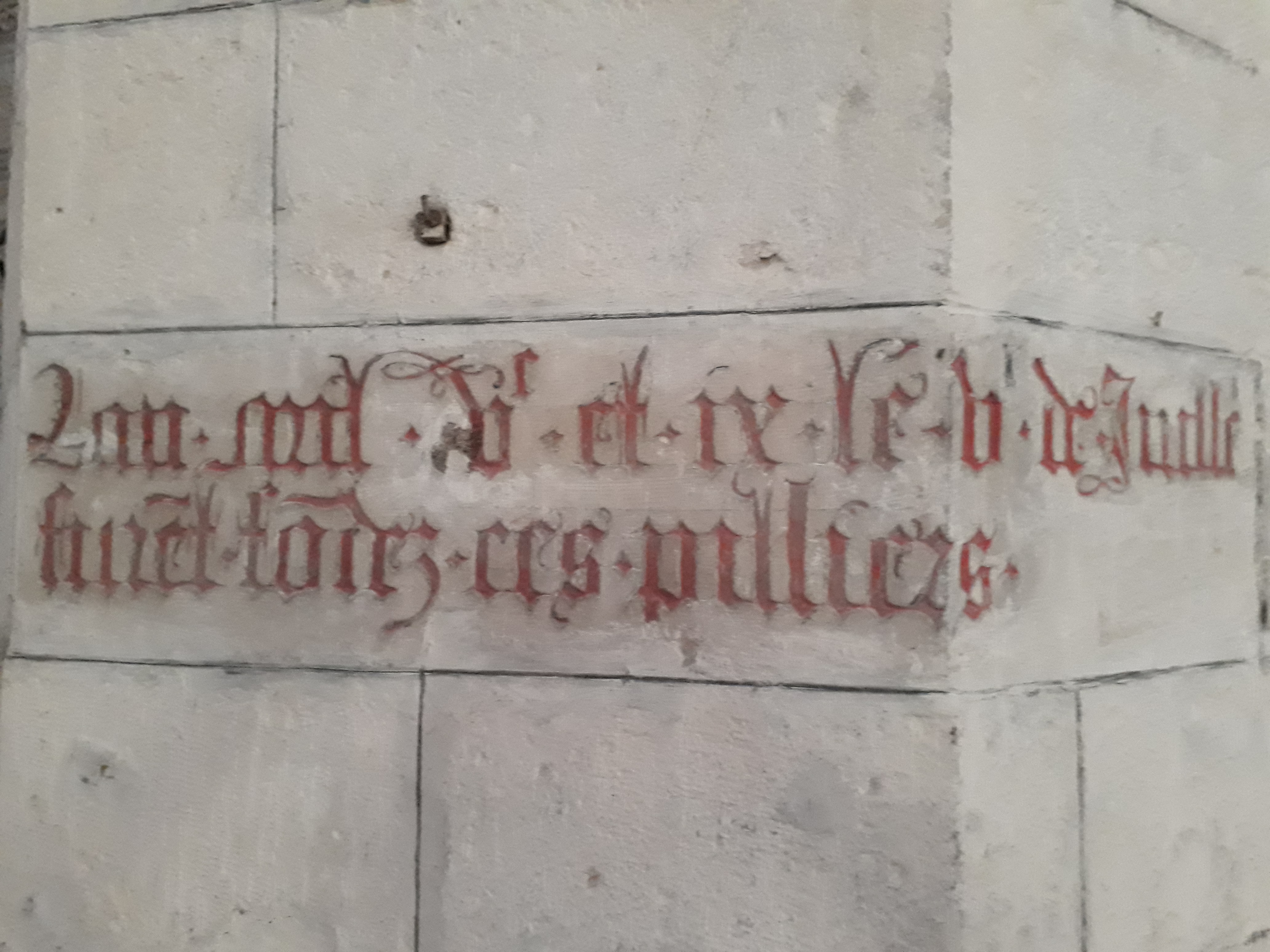
Fondation des piliers de la nef le 5 juillet 1509.

La première mention d'une église à proximité du château de Gray remonte à 1227. La paroisse-mère se trouve alors à Gray-la-Ville. Les archives de Gray mentionnent toutefois la présence de chanoines attachés à la chapelle du château dès le début du XIIe siècle, mais qui n'interviennent pas dans la paroisse. En 1266 le comte Hugues de Chalon (1220-1266) fait construire une chapelle dédiée à Sainte Élisabeth, récemment canonisée, dans l'enceinte du château. En 1319, par fondation de la reine Jeanne II de Bourgogne, le chapitre devient royal. 
La nuit du 29 septembre 1477, en pleine Guerre de Succession de Bourgogne, les troupes bourguignonnes menées par les sires de Vaudrey lancent l'assaut contre la ville de Gray, alors seule ville comtoise contrôlée par les troupes françaises. Au cours des violents combats, les assiégeants mettent feu à toutes les maisons occupées par des Français, ce qui conduit à l'incendie de la ville. Le gouverneur Jean Salazar parvient toutefois à prendre la fuite. L'église Notre-Dame est vraisemblablement très endommagée par l'incendie et le siège du château ; l'on décide donc de sa reconstruction. Le chantier de la nouvelle église commence dès 1478 avec la pose de la première pierre. Le faible avancement du chantier lui permet de ne pas souffrir de la reprise de la ville par les troupes de Louis XI en 1479. Une fois la paix revenue, et malgré les difficultés économiques de la région, le recours aux indulgences permet le financement régulier des travaux. L'ouvrage progresse à un rythme lent. Privés de la chapelle du château dont la reconstruction se fait attendre, les chanoines de Gray utilisent le nouveau chœur de Notre-Dame pour leurs offices. Cela implique que cette partie de l'église est déjà couverte en 1484. Une fois le chœur achevé, l'on pose en 1509 les fondations du transept.
En 1531 le voutement de la nef est achevé. Les comptes de la ville conservent les noms des maîtres d'œuvre qui se sont succédé : Matthieu Grand en 1513, Philippe Lenfant en 1523 puis Antoine Le Rupt à partir de 1527. En 1532, c'est le pavage qui est achevé, ainsi que la façade occidentale en collaboration avec Pierre Arnoux. Après une brève interruption l'année suivante, Le Rupt reprend le voutement des bas-côtés puis travaille sur d'autres chantiers graylois.
Il faut cependant attendre 1548 pour la couverture de la nef, 1559 pour l'achèvement du clocher couvert de fer-blanc et encore 1571 pour l'escalier de la façade Sud.

### Modifications desXVIIesiècleetXVIIIesiècle
Vers 1660, les ouvertures de la nef sont agrandies en baies en plein cintre davantage dans le goût de l'époque, ce qui entraîne la disparition des fenêtres gothiques.

### Réfection du clocher
Le clocher, victime d'un incendie en 1940, a été reconstruit à l'identique ; il est doté de deux lanternons superposés, de style baroque, dominés par un imposant globe.

## Architecture

### Architecture générale

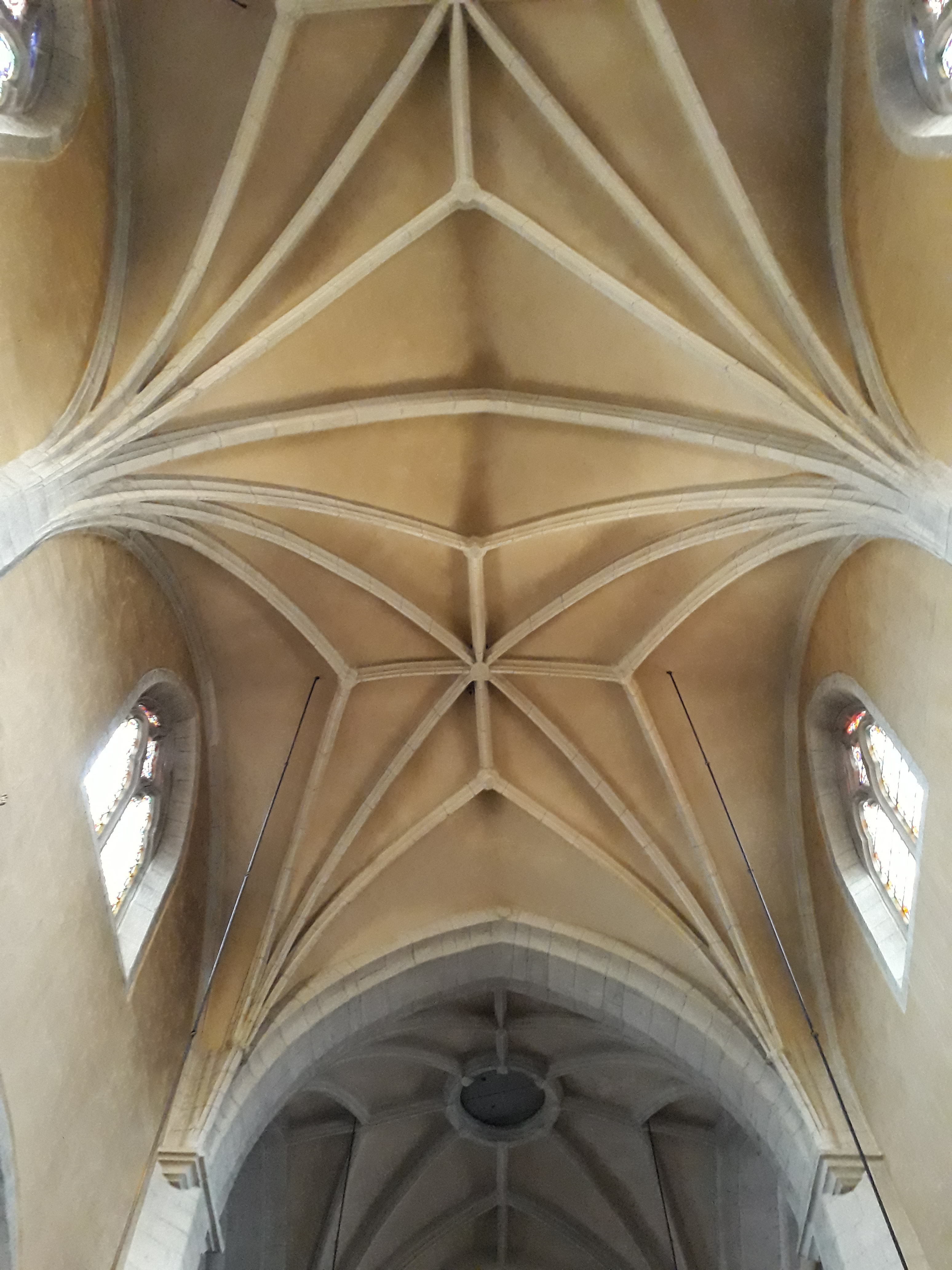
La reprise d'ogive est visible à la naissance des deux premières ogives de la nef.

Longue de quarante mètres et haute de vingt mètres, la basilique présente un plan de croix latine en trois nefs. Les voûtes en croisée d'ogive ornées de liernes et de tiercerons sont soutenues par des piliers octogonaux sans chapiteaux, ce qui lui confère une belle élévation. Le projet initial consistait probablement en quatre travées avec une voûte quadripartite.
Le départ des ogives de la première travée à partir du transept montre les traces du changement de programme. Aux trois travées de la nef sont adossées de part et d'autre six chapelles latérales qui donnent sur les bas-côtés.

### Le chœur
Doté d'une abside gothique polygonale à cinq côtés, le chœur fut achevé avant 1484. La verrière centrale, haute de quinze mètres, a conservé son remplage d'origine qui dessine un arbre de Jessé. Ce joyau de la sculpture gothique flamboyante est mis en lien avec le sculpteur Conrad Meit et le chantier contemporain du monastère royal de Brou.
En 1697, Jean-François Jobelot commande à Jean Ligier un imposant retable en bois doré. Son achèvement en 1718 implique le murage de la partie inférieure des fenêtres ancienne. Une Assomption de Marie du peintre louvaniste Lambert Blendeff orne le centre du retable. Le retable est d'abord amputé de sa partie supérieure puis complètement retiré en 1927. Le 12 août 1950 Georges Béjot consacre un nouvel autel qui prend place dans le chœur au pied des verrières restituées en 1849. En 1996 un second autel est installé dans le chœur.

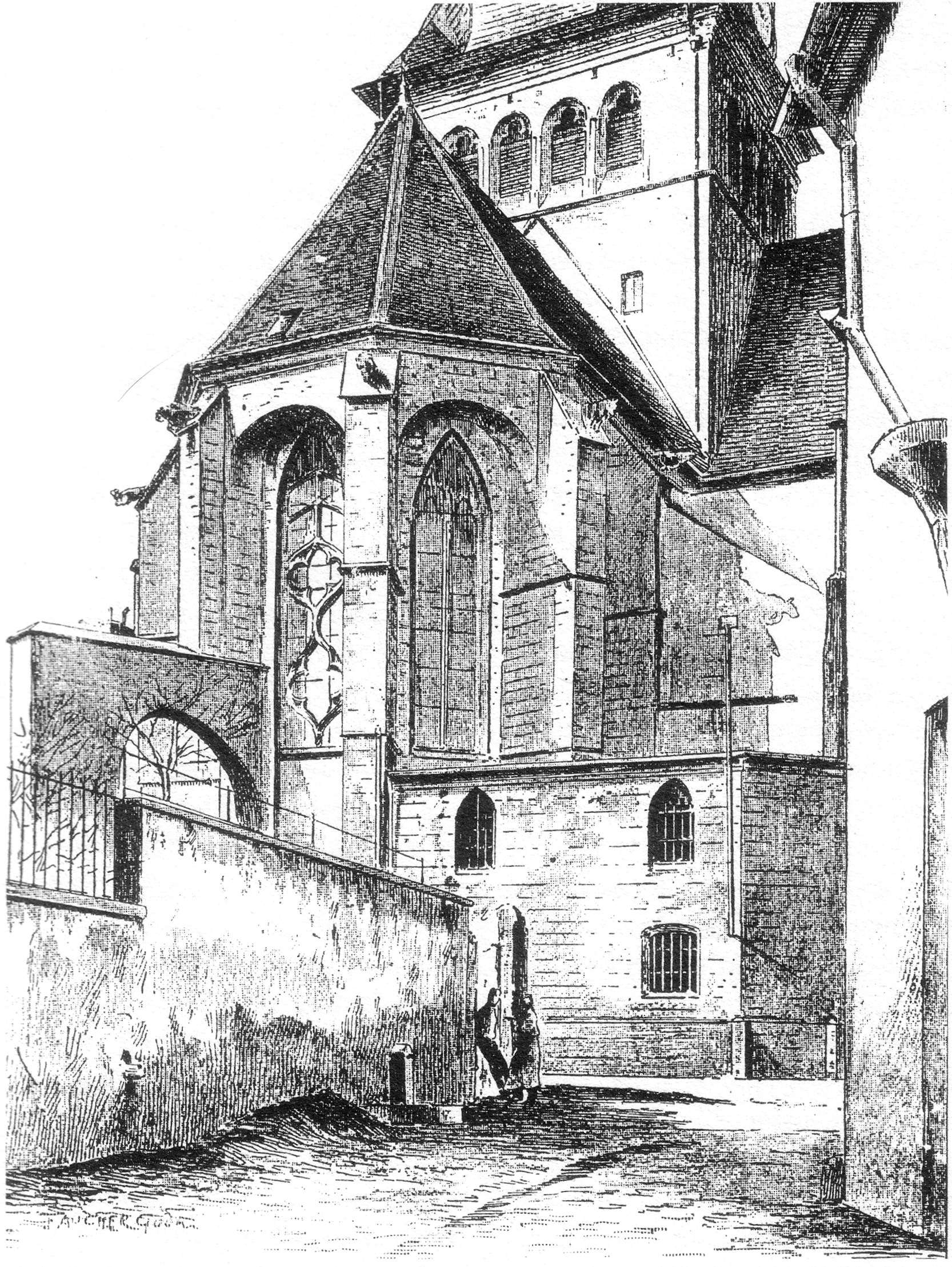
Vue du chevet vers 1882.
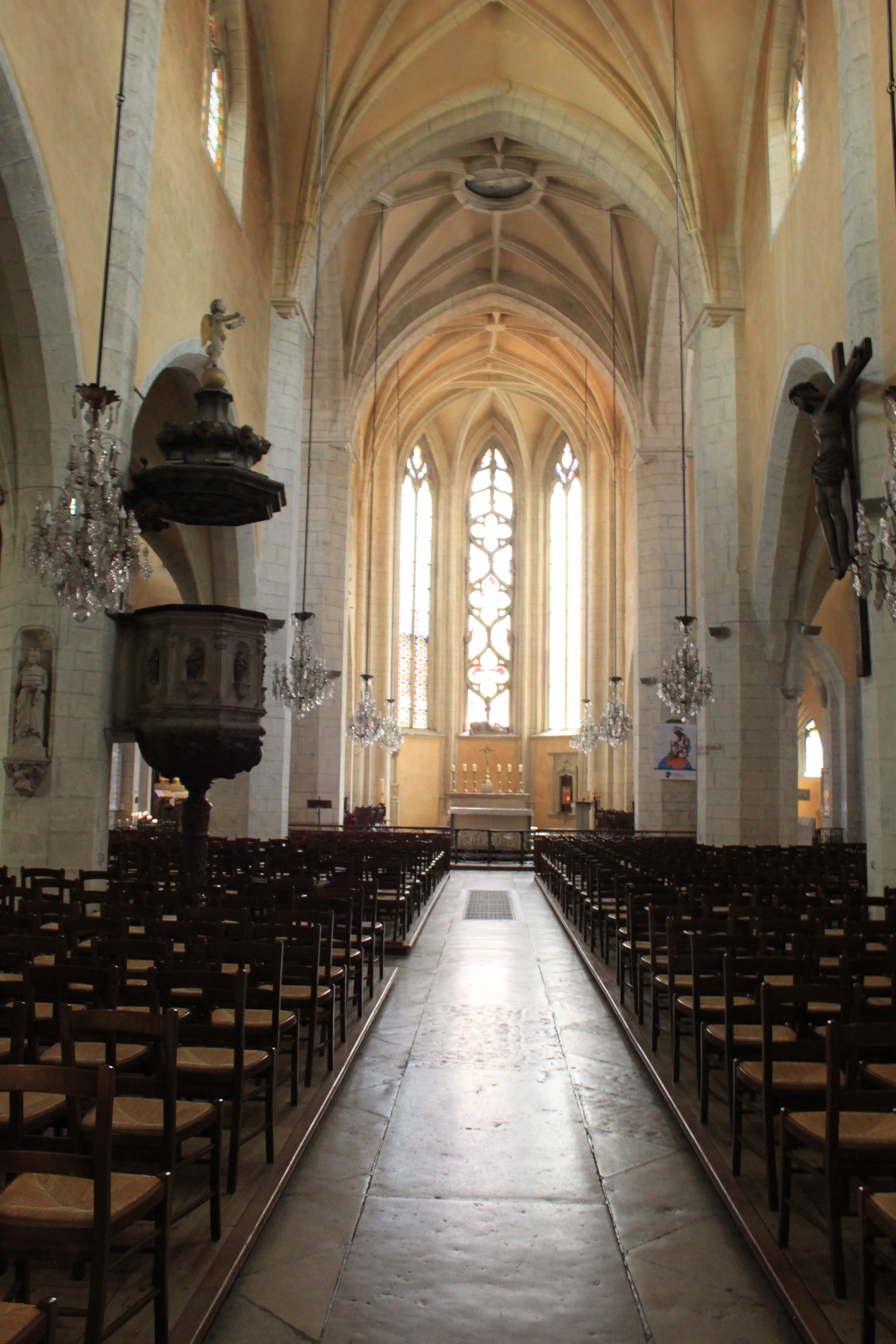
Vue générale du chœur depuis la nef.
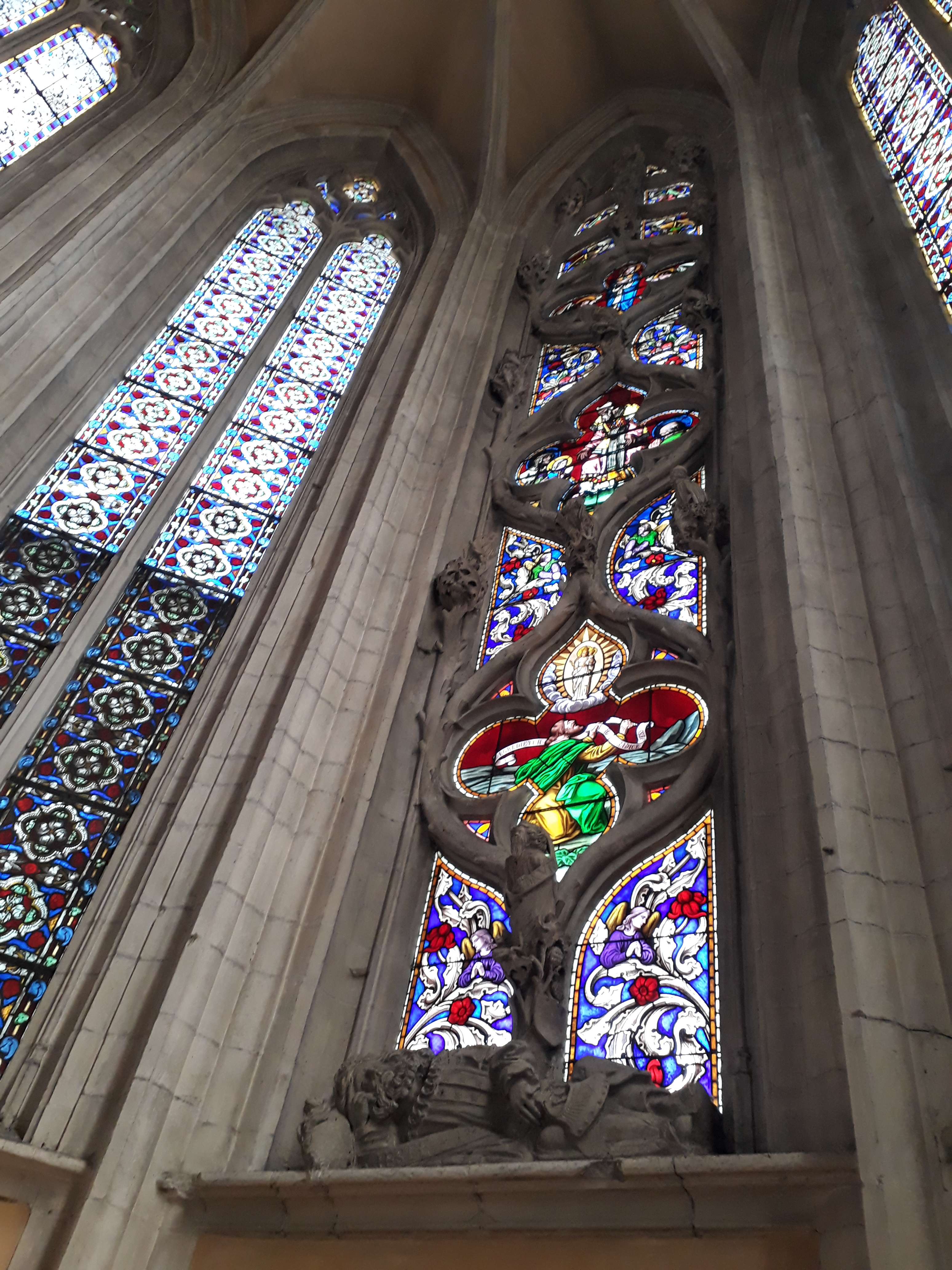
Arbre de Jessé dans la verrière centrale.
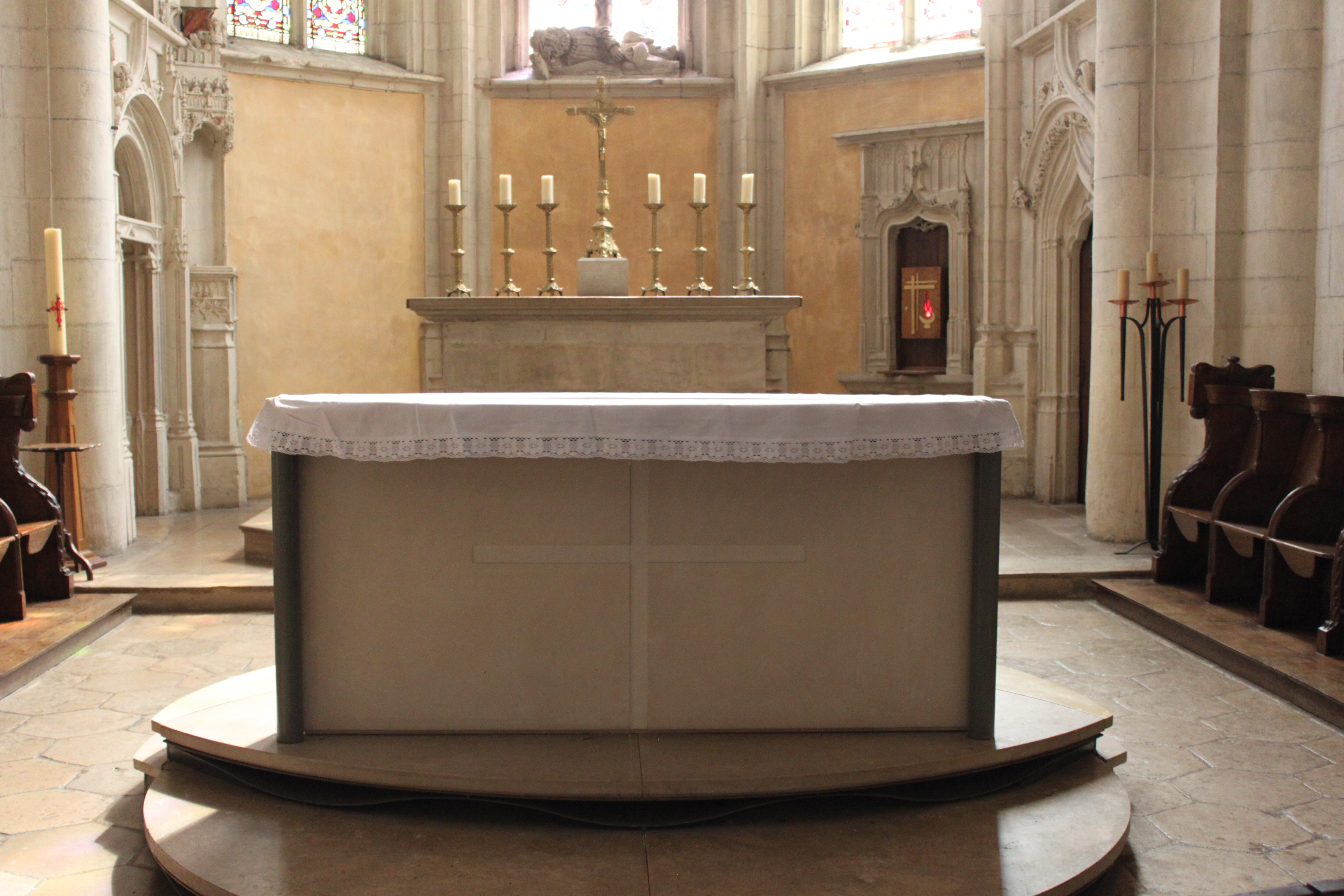
Autel contemporain (1996).

### L'orgue

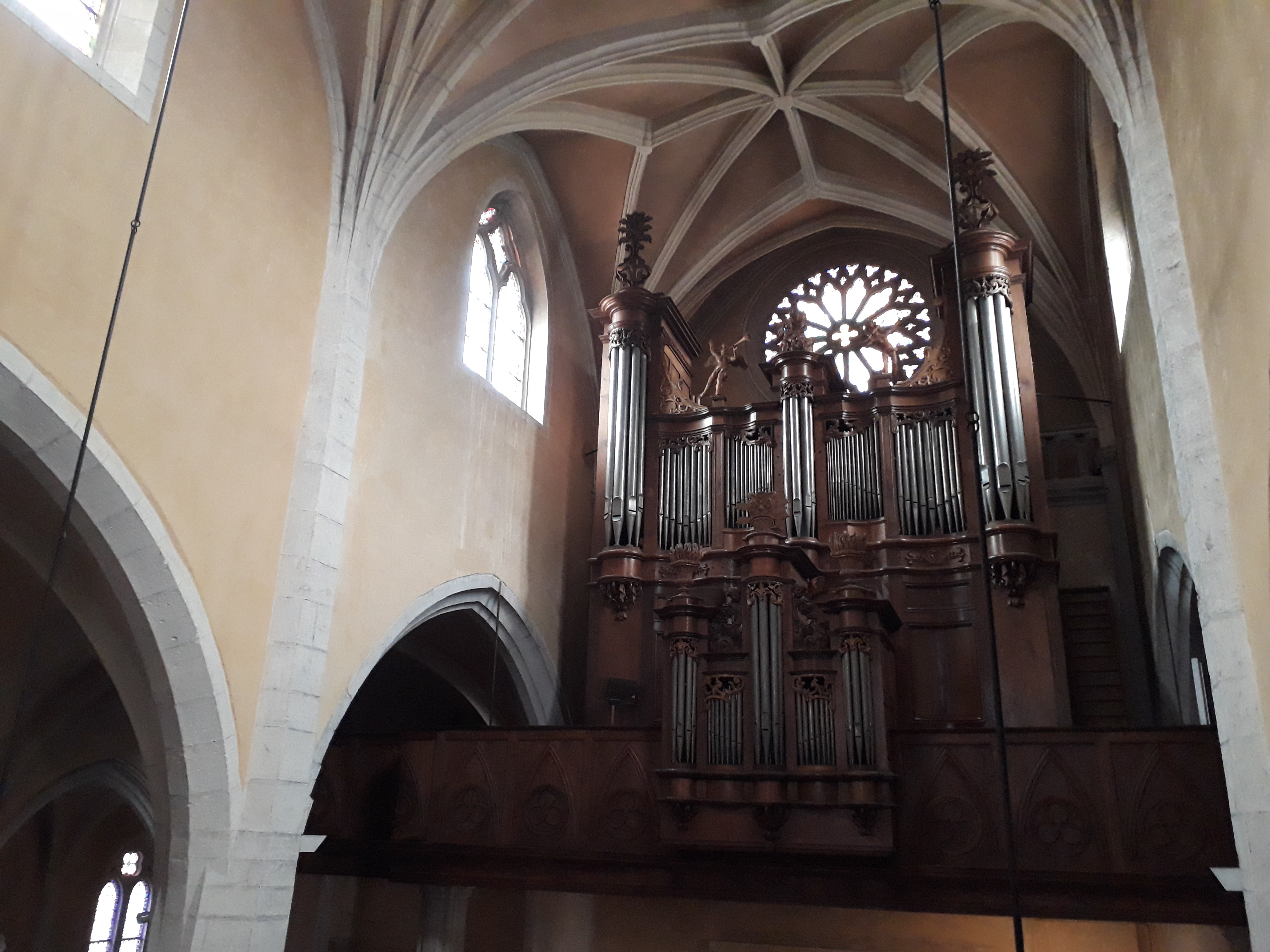
Le buffet Valentin de l'orgue.

Le buffet en chêne sculpté de l'orgue a été construit en 1728 par Claude Valentin, qui n'a pas pu achever la construction de la partie instrumentale, qui a été achevée par Charles-Joseph Riepp en 1759. En 1827, Joseph Callinet reconstruit la partie instrumentale dans le buffet de Claude Valentin. Une grande restauration de l'orgue a été réalisée par Jean-François Muno en 1993. Le buffet du Grand orgue laisse apparaître 61 tuyaux de façade et le buffet de Positif, 29 tuyaux de façade. L'instrument possède 37 jeux répartis sur 3 claviers et un pédalier, pour un total de 2227 tuyaux.

### Le portail occidental
Des problèmes financiers, voire plus personnels, avec Antoine Le Rupt entraînent l'interruption du chantier en 1534 alors que le portail de l'église est tout juste commencé. L'œuvre accomplie par Le Rupt quelques années auparavant à Auxonne donne une idée de ce qui aurait pu être envisagé pour l'église de Gray. La facade occidentale reste inachevée jusqu'en 1857 lorsque l'architecte bisontin Victor Baille est chargé de l'élaborer un nouveau projet qui est accepté deux ans plus tard. Le sculpteur graylois Constant Grandgirard est ensuite chargé en 1863 d'exécuter les sculptures du portail néogothique composé de trois arcades.

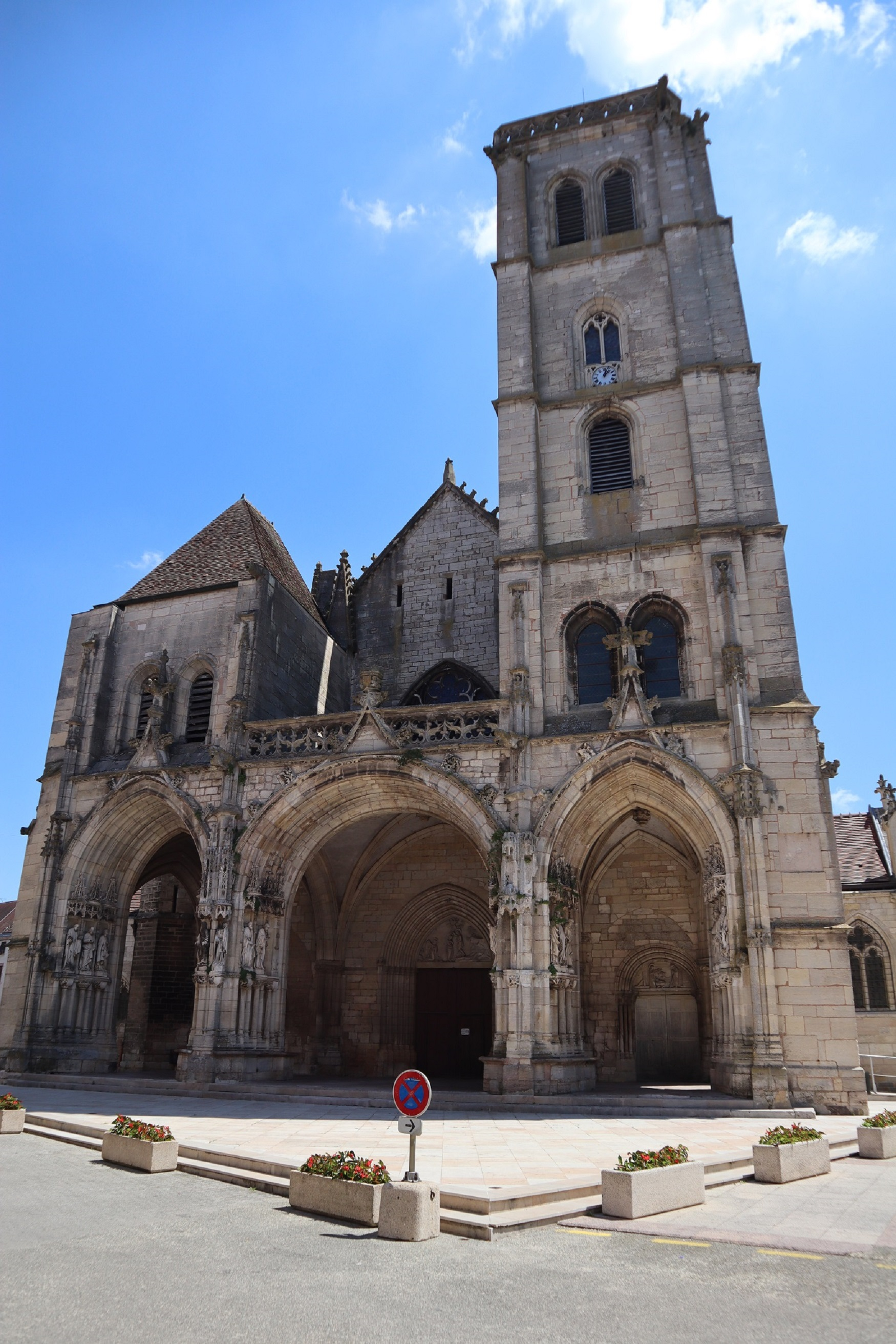
Façade occidental de l'église d'Auxonne.
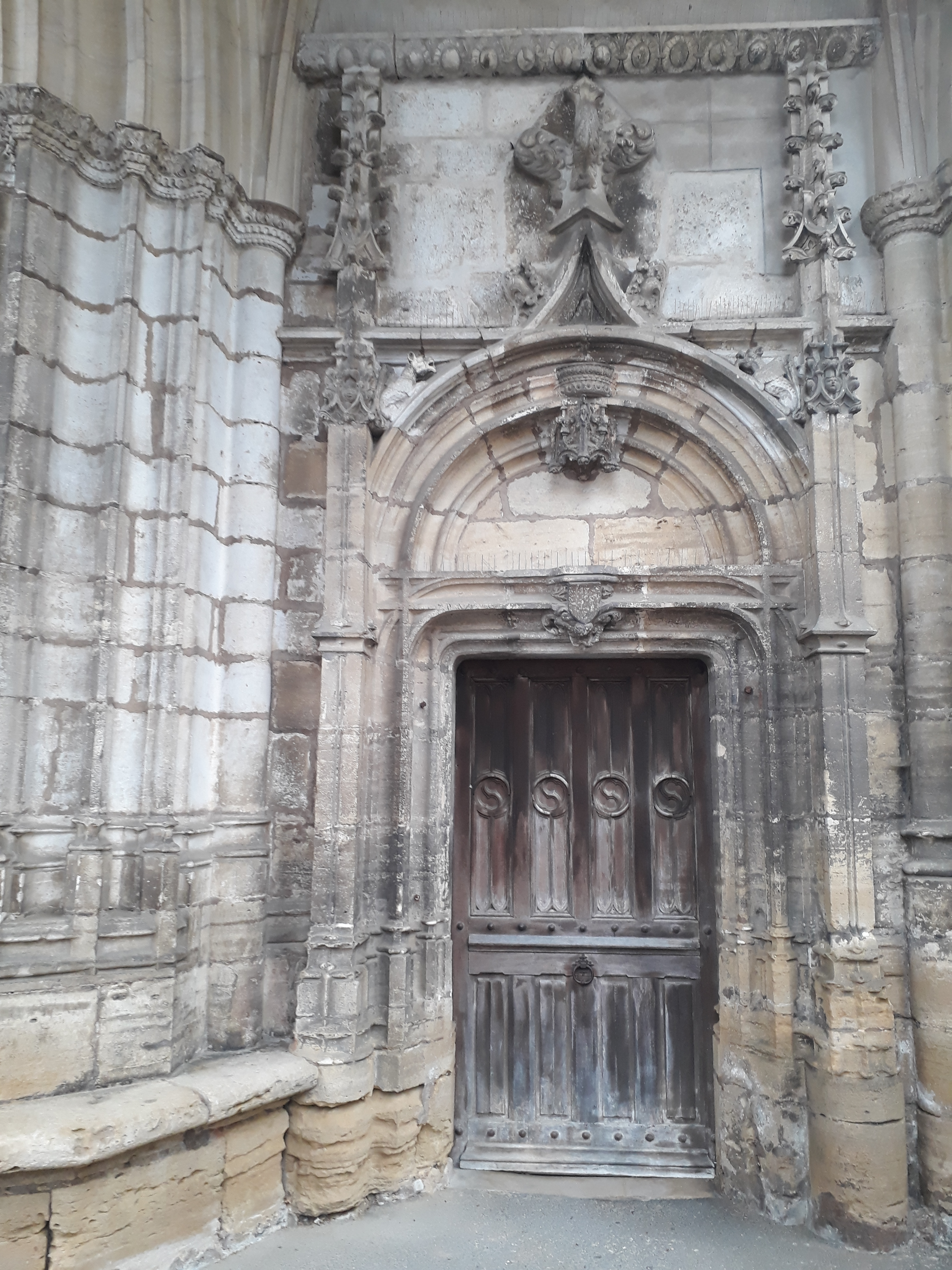
Porte sud par Antoine Le Rupt.
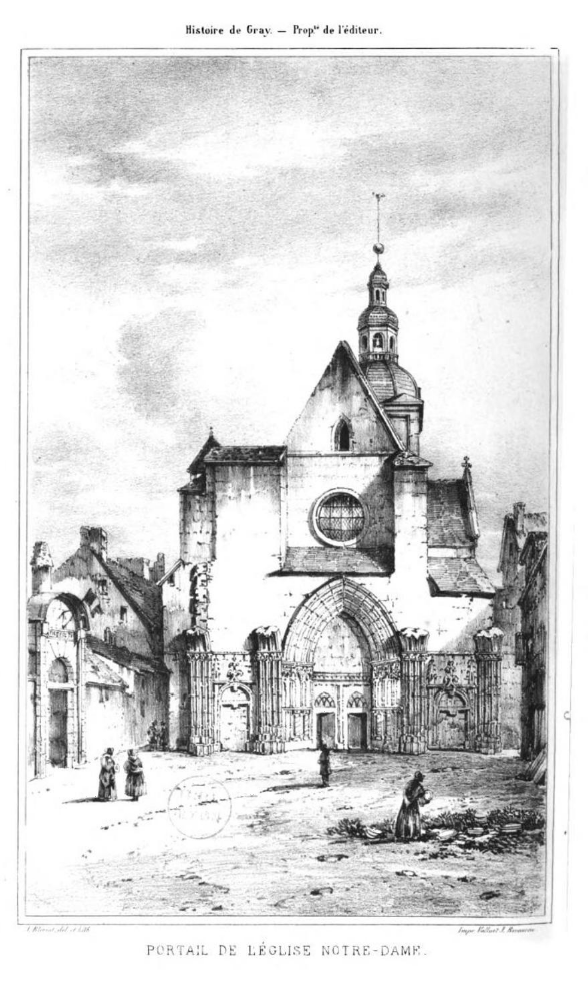
Façade occidentale au milieu du XIXe siècle.
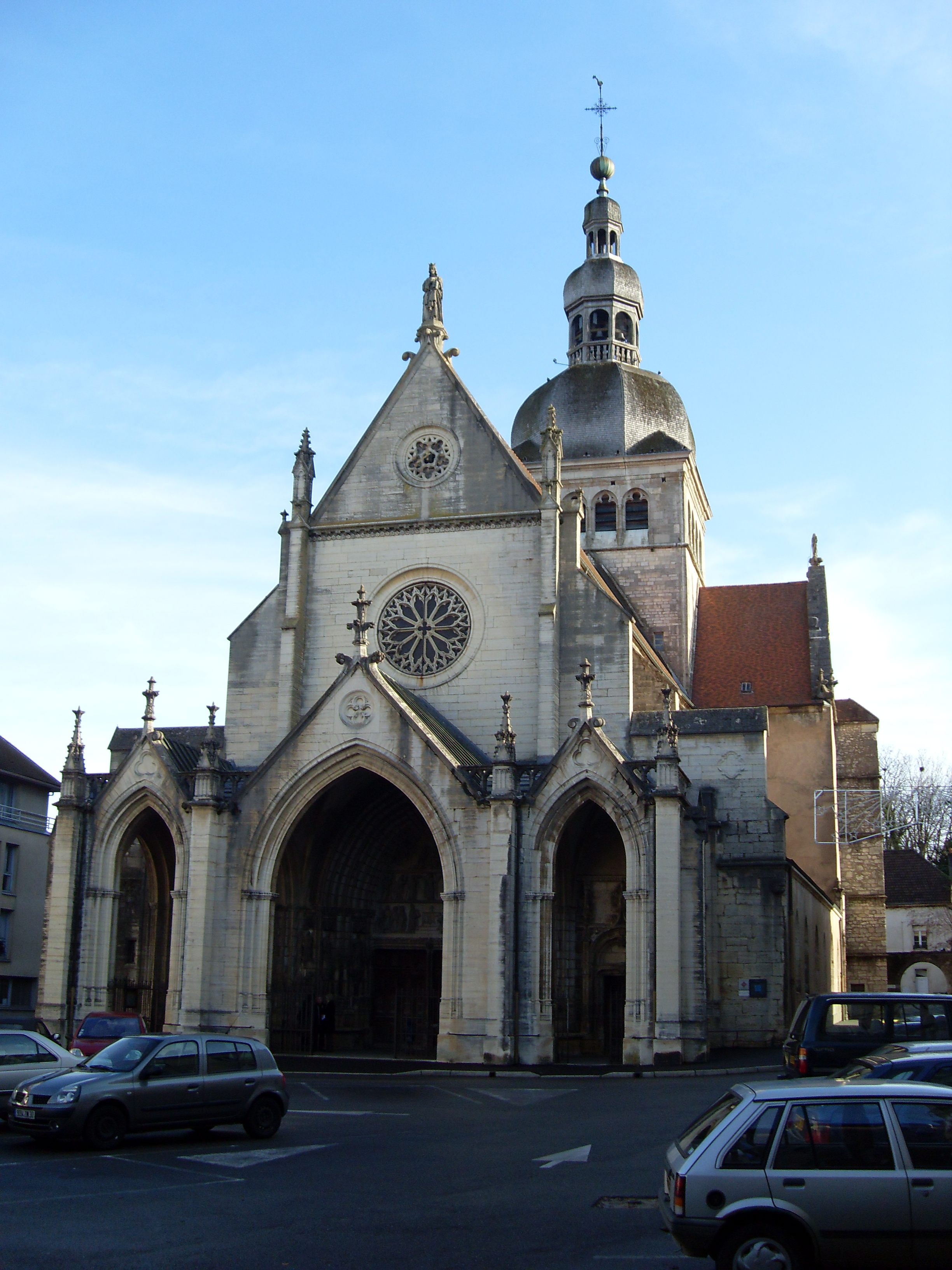
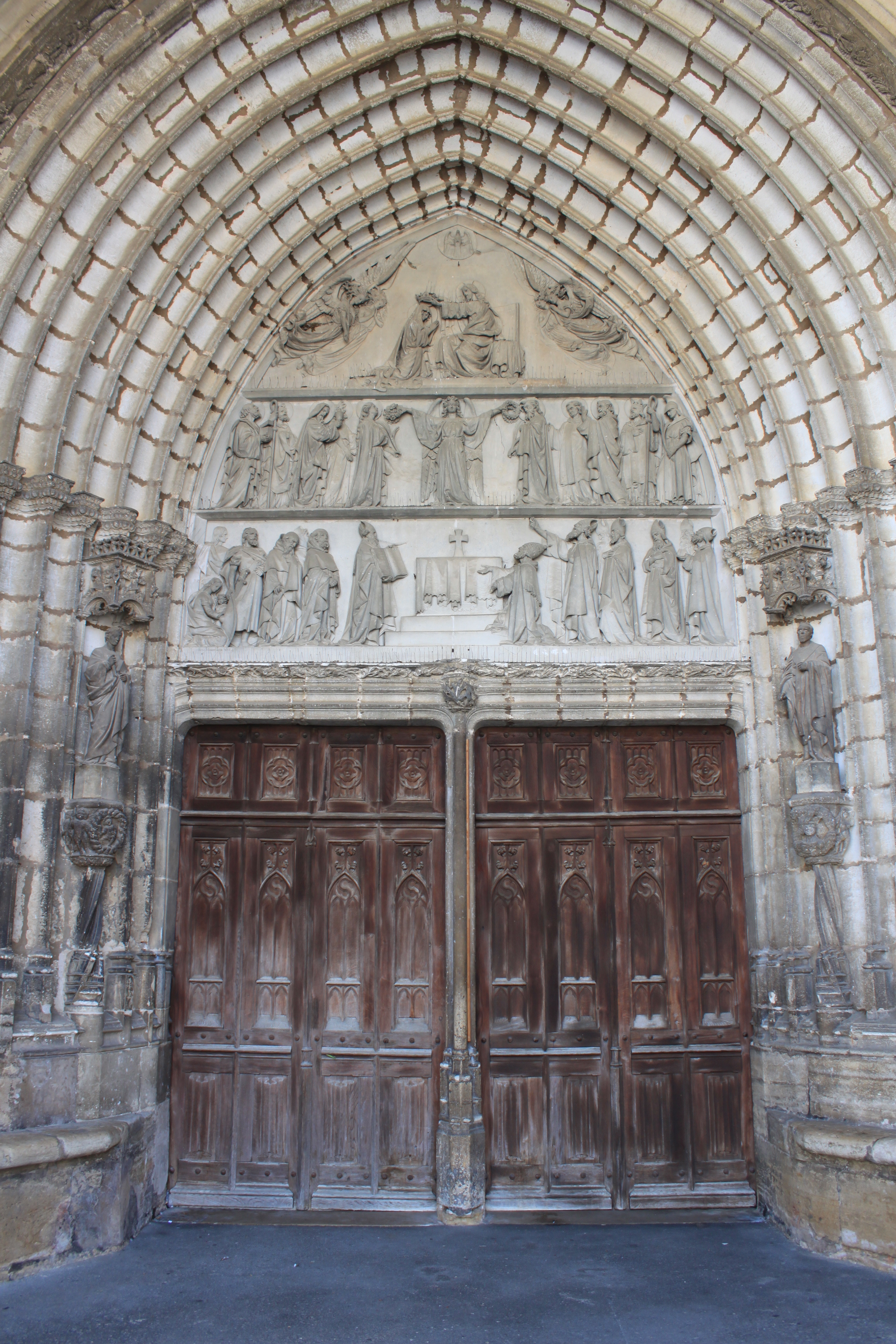
Porte centrale, tympan et statues.

### Le clocher
La flèche du premier clocher couverte de fer blanc et ornée de plusieurs clochetons est détruite lors d'un incendie en 1610. L'ingénieur Pierre Poivre dirige la reconstruction du clocher de 1611 à 1613. C'est ce clocher qui est représenté par le peintre Adam François van der Meulen pour immortaliser la prise de la ville par le duc de Navailles le 28 février 1674. En 1725 un violent orage vient à nouveau détruire le clocher qui est alors reconstruit selon un modèle plus simple. La flèche laisse la place à une lanterne surmontée d'un simple clocheton dessiné par l'architecte Pierre Simon Sauvaget. Hormis la disparition du cadran d'horloge lors de sa reconstruction après la Seconde Guerre mondiale, sa silhouette n'a pas changé jusqu'à aujourd'hui.

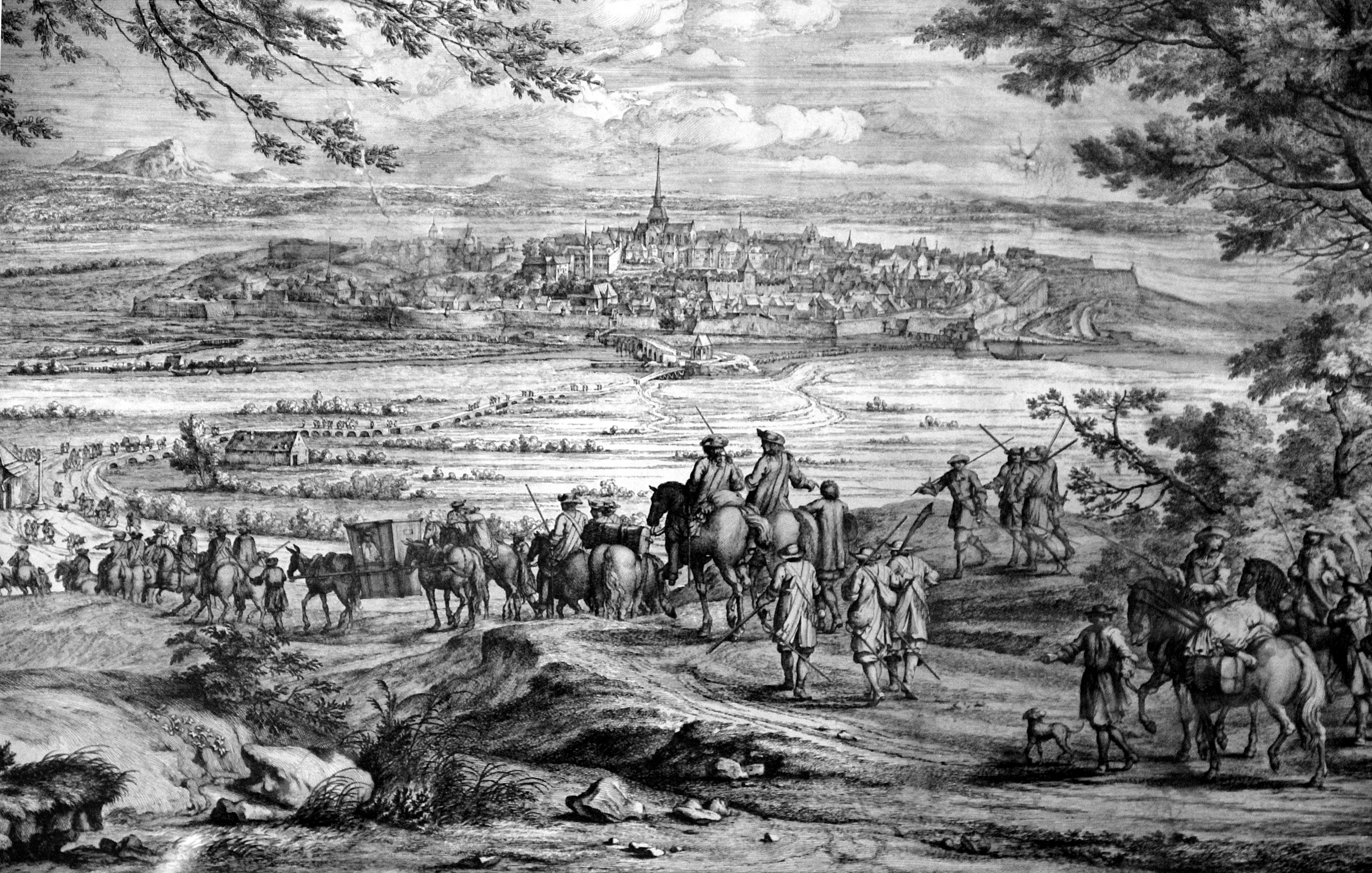
Prise de Gray en 1674.
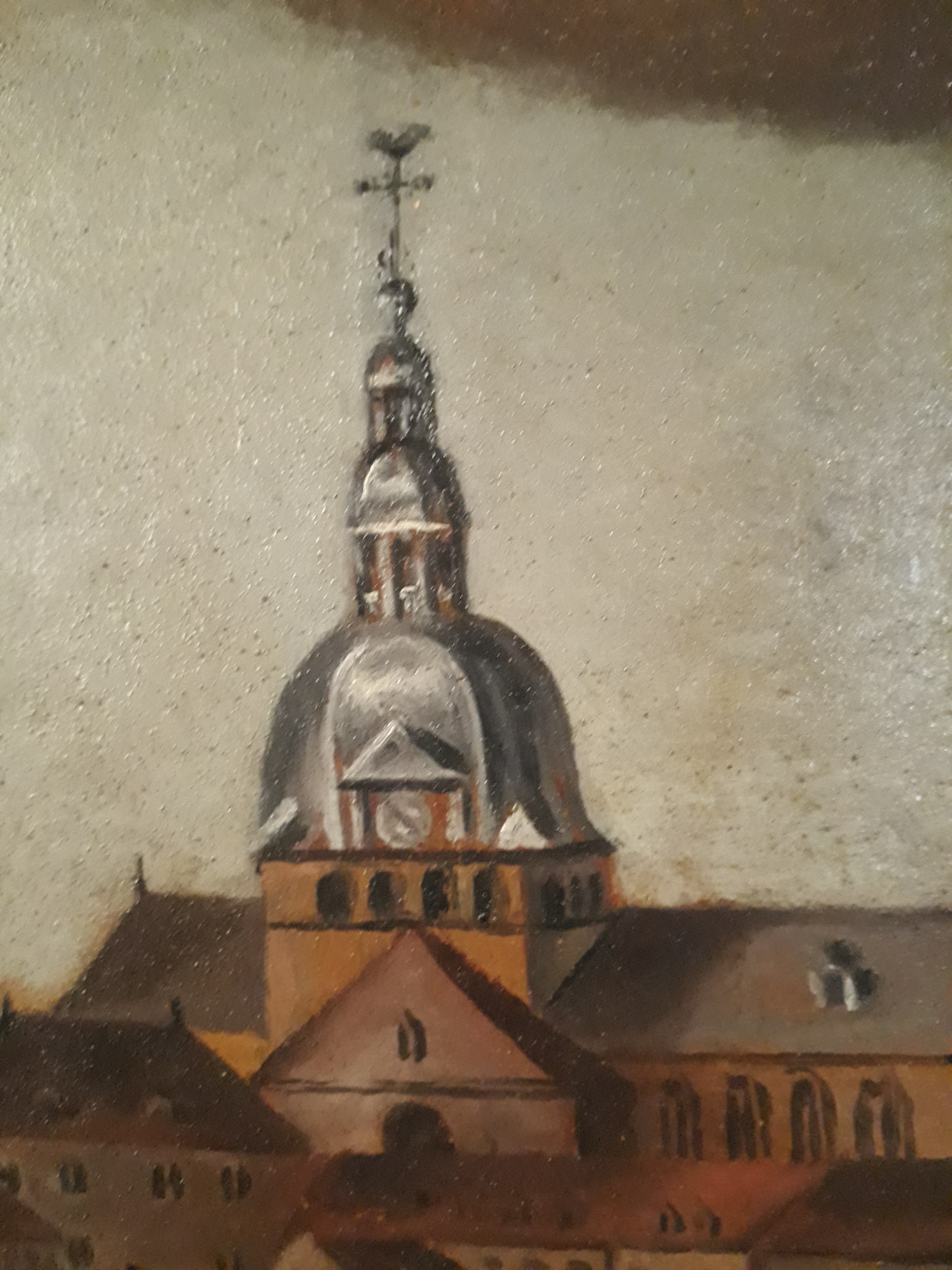
Le clocher en 1820.
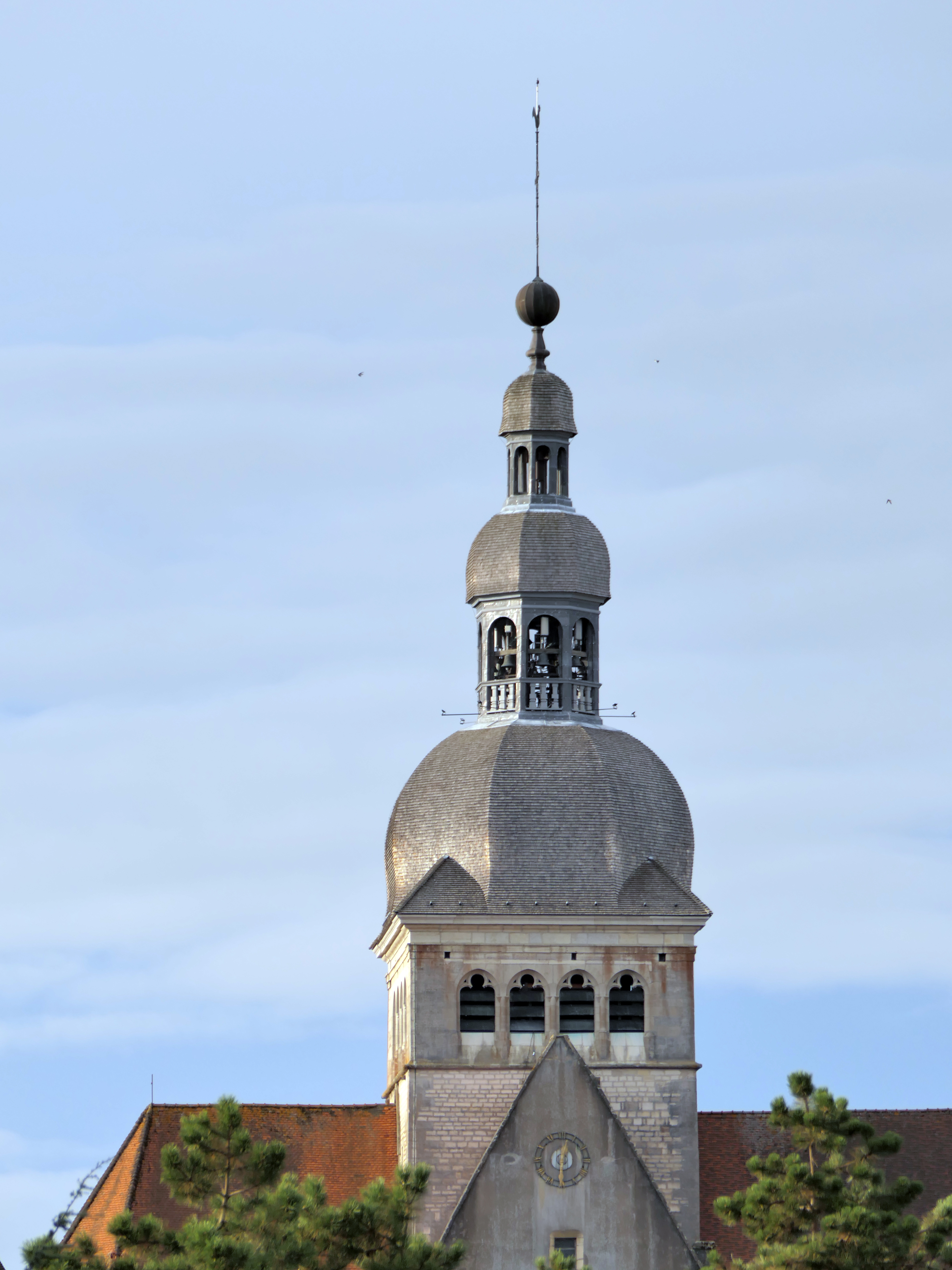
Après la restauration de 2019–2020.

## Personnalités liées à la basilique
- Jean-Édouard Lamy (1853–1931), fondateur des Serviteurs de Jésus et Marie ;
- Joseph Fimbel (1897–1978), marianiste, maire de Gray en 1940, déporté.